# Benoît Schwarz
Benoît Schwarz (* 19. August 1991 in Genf) ist ein Schweizer Curler. Er spielt auf der Position des Fourth im Team von Skip Peter de Cruz.

## Karriere
Schwarz begann seine internationale Karriere beim Europäischen Olympischen Winter-Jugendfestival 2009. Er spielte auf der Position des Lead im Schweizer Team von Roger Gulka und gewann die Goldmedaille. Die nächste Goldmedaille gewann er als Third im Team von Peter de Cruz bei der Juniorenweltmeisterschaft 2010. Im darauffolgenden Jahr konnte er erneut in den Final einziehen, verlor aber gegen das schwedische Team um Oskar Eriksson. Bei seiner letzten Teilnahme an der Juniorenweltmeisterschaft 2012 war er als Ersatzspieler im Team von Dominik Märki dabei; die Mannschaft wurde Fünfter.
Bei der Weltmeisterschaft konnte er nach zwei Starts 2012 und 2013 seine erste Medaille 2014 gewinnen. Er belegte mit dem Schweizer Team den dritten Platz. Diesen Erfolg konnte er bei der WM 2017 zusammen mit Peter de Cruz (Skip), Claudio Pätz (Third), Valentin Tanner (Lead) und Romano Meier (Ersatz) wiederholen.
Bei den Olympischen Winterspielen 2014 war er für die Schweiz als Ersatzspieler dabei. Die Mannschaft von Skip Sven Michel belegte den achten Platz.
Bei der Europameisterschaft 2013 gewann Schwarz im Team von Sven Michel die Goldmedaille durch einen Finalsieg gegen das norwegische Team von Thomas Ulsrud. Bei der Europameisterschaft 2015 gewann er im Team de Cruz die Silbermedaille; 2016 belegte er den dritten Platz. Das gleiche Ergebnis erreichte er bei der Europameisterschaft 2017.
Schwarz spielte mit dem Team de Cruz auf der World Curling Tour und konnte mehrere Wettbewerbe gewinnen.
Er vertrat mit dem Team de Cruz die Schweiz bei den Olympischen Winterspielen 2018 in Pyeongchang. Nach der Round Robin standen die Schweizer zusammen mit dem Team Grossbritannien auf dem vierten Platz. Sie gewannen den Tie-Breaker gegen das britische Team um Kyle Smith, unterlagen dann aber im Halbfinal gegen Schweden mit Skip Niklas Edin. Im Spiel um Platz drei konnten sie das kanadische Team um Kevin Koe besiegen und die Bronzemedaille gewinnen.
Bei den Olympischen Winterspielen 2022 in Peking trat Schwarz erneut im Team de Cruz an, konnte jedoch die Round Robin nicht überstehen und beendete das Turnier als Siebter.